# Jevhen Kirilovics Marcsuk
Jevhen Kirilovics Marcsuk (ukránul: Євген Кирилович Марчук; Dolinyivka, 1941. január 28. – Kijev, 2021. augusztus 5.) ukrán politikus, 1995. március 6. és 1996. május 27. között Ukrajna miniszterelnöke.

## Szakmai pályafutása
Jevhen Kirilovics Marcsuk 1941. január 28-án született a Kirovohradi terület Dolinyivka nevű településén, paraszti családban. 1963-ban végezte el a Kirovohradi Pedagógiai Főiskolát. Tanulmányai befejezése után az ukrán KGB-nél dolgozott. 14 évet operatív munkával töltött, 17 évig pedig vezető volt a hírszerzés és kémelhárítás területén. Végigjárta az ukrán KGB ranglétráját, alhadnagyként kezdte, és tábornoki rendfokozatig jutott (1994. március 23-án nevezték ki tábornokká).

## Politikai karrierje
1990-1991 között a honvédelemért, nemzetbiztonságért és rendkívüli helyzetek ügyeiért felelős államminiszter, 1991-től pedig 1994-ig az Ukrán Biztonsági Szolgálat (SZBU) elnöke volt. 1994–1995 között miniszterelnök-helyettes, majd első miniszterelnök-helyettse volt. 1995 márciusától ügyvezető miniszterelnök, 1995 májusától 1996 áprilisáig Ukrajna miniszterelnöke volt. 1995 decemberében Marcsukot Poltavai területről az Ukrán Legfelsőbb Tanács (ukránul: Verhovna Rada) képviselőjévé választották, majd az 1998-as parlamenti választásokon az Ukrán Egyesített Szociáldemokrata Párt (SZDPUo) listájáról jutott a parlamentbe. 1998 decemberétől júliusig az Egyesített Szociáldemokrata Párt parlamenti frakcióját vezette, a parlament szociális és munkaügyi bizottságának is tagja volt. 1999-ben indult az elnökválasztáson, de a 8,13%-os eredményével nem jutott be a második fordulóba (ahol Leonyid Kucsma győöőtt). 1999 novemberétől 2003-ig az Ukrán Nemzetbiztonsági és Védelmi Tanács (RNBOU) titkára, 2003. június 3. és 2004 szeptembere között Ukrajna védelmi minisztere.
2004. december 18-án a Szabadság Párt (Partyija Szvobodi / Партiя Свободи) vezetőjévé választották. A párt a 2006-os ukrajnai parlamenti választásokon a "Jevhen Marcsuk – Egység" blokk tagjaként indult, de 0,06%-os eredményével messze a 3%-os bejutási küszöb alatt végezve nem jutott be a parlamentbe. 2010. március 29-én lemondott a pártelnöki posztról. Marcsuknak a népszerű ukrán Deny napilapban van befolyása, amelynek a felesége, Larisza Ivsina a főszerkesztője.
2008-ban Viktor Juscsenko elnöki tanácsadónak nevezte ki.
2018–2019 között a kelet-ukrajnai konfliktus rendezésére létrejött háromoldalú kontaktcsoport ukrán delegációjának tagja volt.

## Halála
2021. augusztus 5-én hunyt el Kijevben. Halálát koronavírus-fertőzés miatt a meglévő akut szívbetegségének súlyosbodása okozta. Temetésére 2021. augusztus 7-én került sor Kijevben, sírja a Bajkove temetőben található.